# Johannes Martini
Va néixer a Ferrara el 23 d'octubre de 1440 i va morir l'any 1497, fou un compositor Franco-Flamenc del Renaixement. Encara que no hi ha molta informació sobre la seva vida el més probable que la seva primera formació acadèmica fos a Flandes com la gran majoria dels compositors de l'època. Tenia dos germans anomenats Thomas i Petrus.
Durant la seva vida va intentar construir un establiment musical juntament amb altres centres aristotèlics d'Itàlia.

## Música i influències
Es va escriure una carta pel duc de Ferrara (Erocle I de l'Est) el 10 de desembre de 1971 on afirmava que volia muntar una capella musical a la seva cort i contractar a D. Martinus d'Alemanya, tot i que ell, estigués a Ferrara estava de servei a Constança. No és clar si el cantor de la capella havia de ser Johannes Martini. A la llarga es va acceptar una associació amb la capella ducal on ell feia grans de les composicions per a la capella. Aquest projecte va començar l'any 1473, es va interrompre l'any següent (1474) i va estar dins la capella fins al dia de la seva mort.
Durant l'any 1474 Martini va anar a la capella de Milà (de la família Sforza) amb Loyset Compère, Gaspar van Weerbeke i alguns dels altres compositors del nord d'Europa, tots ells varen formar part de la primera onada d'influència francoflamenca italiana. El novembre va tornar a Ferrara sense saber molt bé el motiu va abandonar la capella de Milà i és possible que ho fes per anar a investigar la competència per millorar les seves composicions i formació vocal.
Va rebre no només un salari per sobre de la mitjana, sinó també una casa a Ferrara i els ingressos dels beneficis obtinguts per ell amb l'ajuda del duc. La correspondència entre el duc Ercole I i els seus ambaixadors a Roma demostra que el mateix Martini va viatjar a Roma el febrer de 1487 i novament al novembre de 1488 per negociar les seves reclamacions als beneficis.
En 1491 i 1492, Martini va correspondre amb la filla d'Hèrcules, Isabella d'Este; pot ser que el compositor era el seu professor de música abans de casar-se amb Francisco II Gonzaga a Màntua, el 15 de febrer de 1490. Martini també ocupa un lloc destacat en una gran col·lecció de cançons, amb les armes de les dues famílies.

## Estil compositiu
Martini va escriure masses, motets, salms, himnes i algunes cançons seculars, incloent chansons. La preponderància de les masses sobre els motets és més propera a la generació del posterior Dufay i d'Ockeghem que de Josquin's. El seu estil és conservador, de vegades referint-se a la música de l'escola borgonyona, especialment a les masses. Hi ha alguna semblança estilística amb Obrecht i aquest fet suggereix que els dos es varen conèixer, o almenys Martini coneixia la seva música o almenys l'inspirava. Obrecht va ser convidat a Ferrara el 1487, i se sap que la seva música va circular a Itàlia a principis de la dècada de 1480.
La seva música secular inclou principalment configuracions de tres veu de textos francesos, així com alguns escenaris de textos italians per a tres o quatre veus. La seva música conté artefactes imitadors hàbils i un elaborat estil contrapuntal on això és apropiat per al gènere (com en les seves masses i motets): fa un ús extensiu de la repetició a petita escala de motius i de l'escriptura seqüencial a vegades no diferent de l'Obrecht's. D'altra banda, els seus salms de vesper escrits amb Brebis tenen un estil homofònic senzill ajustat a les seves funcions litúrgiques.

### Les misses
La contribució s'ha amagat perquè les seves misses en general no estan disponibles i, per tant, poques vegades es realitza o estudia. Només una de les seves misses s'ha publicat íntegrament.
Per ell les misses són importants no només perquè mostren una concepció àmplia del que val la pena la música com a model per ser emulant, però sobretot perquè Martini tracta els seus materials de manera diferent depenent de la seva naturalesa i origen. Ja que usa un ampli rang de fonts, les seves misses utilitzen una àmplia gamma de tècniques.
A més de la seva producció de masses majoritàriament conservadora, és el primer compositor que ha sabut establir salms per a un cor doble cantant antifonalment. Aquest estil, que havia de ser famós a Venècia sota la direcció d'Adrian Willaert, setanta anys més tard, sembla que no va tenir cap influència en aquell moment: tot i així va ser una innovació sorprenent.
Alguns dels primers exemples de la massa de parafrase són de Martini. La seva Missa domenicalis i Missa ferialis, que s'han donat provisionalment a la dècada del 1470, utilitzen la tècnica de parafraseja en la veu del tenor: la veu normal per portar el cantus firmus, però també inclouen el mateix material melòdic en altres veus a l'inici de punts d'imitació. La tècnica de la parafraseja es va convertir en un dels mètodes predominants de composició massiva a principis del segle xvi.
Martini va utilitzar una gamma més àmplia de models per a les masses cícliques que els seus predecessors o contemporanis, i, en part com a resultat, també va demostrar una major varietat de tècniques en l'ús del seu prestat material. Podem veure en les seves misses el desenvolupament de procediments que feia paròdia possible. A més, hi ha raons per creure això Martini pot haver estat una gran influència en les tècniques de préstec de compositors més coneguts, especialment Heinrich Isaac.